# CAC 40
El CAC 40 (Cotation Assistée en Continu), que toma su nombre del primer sistema de automatización de la Bolsa de París, es un índice bursátil francés, una referencia para el Euronext Paris. El índice es una medida ponderada según la capitalización de los 40 valores más significativos de entre las 100 mayores empresas negociadas en la Bolsa de París. Se comenzó a calcular el 31 de diciembre de 1987 con un valor base de 1000 puntos.
Interesantemente, aunque el CAC 40 está compuesto de compañías francesas, alrededor del 45% de las acciones están en manos extranjeras, porcentaje extraordinariamente alto. Los inversores alemanes son la mayor parte con el 21%. Japoneses, estadounidenses y británicos también poseen una parte importante. La explicación puede estar en el hecho de que las compañías multinacionales que componen este índice están más internacionalizadas que las del resto de mercados europeos. Muchas de estas compañías tienen intereses fuera de Francia (el 63% de los empleados de las 40 compañías que componen el índice están fuera de Francia).
Las sesiones se desarrollan de lunes a viernes, con una etapa de apertura de 8.30-9.00 horas (donde se pueden introducir, modificar y cancelar órdenes pero no operaciones) y otra de contratación abierta de 9.00-17.30 horas (donde además, se pueden cruzar las operaciones). Las dos etapas de las sesiones bursátiles terminan con una subasta de cierre aleatorio de 30 segundos.
| CAC 40 Index (MATIF) (PIL) |        |
| -------------------------- | ------ |
| Bolsa:                     | EUREID |
| Sector:                    | Index  |
| Tamaño de garrapata:       | 0.5    |
| BPV:                       | 5      |
| Denominación:              | EUR    |

## Historia
Definido con el valor de 1000 puntos el 31 de diciembre de 1987, el CAC 40 (en su origen « Compagnie des agents de change », actualmente « Cotation assistée en continu ») vio oficialmente la luz el 15 de junio de 1988. Su creación fue posterior al crack de 1987 que había modificado el monopolio de las transacciones bursátiles.
En efecto, gestionados anteriormente por cargos ministeriales, los agentes de cambio se vieron transformados en sociedades bursátiles.
Desde el 1 de diciembre de 2003, el CAC 40, a instancia de los principales índices mundiales, adoptó el sistema de la capitalización bursátil flotante, es decir, el número de títulos realmente disponibles en el mercado y no como antes, que estaba basado en la simple capitalización bursátil.
El CAC 40 alcanzó su máximo del año 2000 el 4 de septiembre con 6922,33 puntos antes de desplomarse hasta los 2401,15 puntos el 12 de marzo de 2003, su nivel más bajo desde 1997, como consecuencia del pinchazo de una burbuja especulativa de los sectores de la comunicación y de Internet. Este desplome fue agravado por las consecuencias de los atentados terroristas del 11 de septiembre de 2001.
Sin embargo, estas cifras corresponden a la valoración del índice dividendos aparte. Teniendo en cuenta los dividendos reinvertidos (Euronext publica cada mes la evolución del índice con dividendos), el CAC 40 estaba en 8817,66 puntos (valoración neta) el 4 de septiembre de 2000, valor que fue sobrepasado el 7 de mayo de 2007 con 8858,32 puntos. El valor más alto corresponde al alcanzado el 1 de junio del mismo año, con 9144,55 puntos. Desde entonces, el índice se ha colocado a la baja al igual que otros mercados internacionales.

## Composición
El 16 de noviembre de 2021 contaba con una capitalización bursátil de 2 376,82 billones de euros, cuando cotizaba a 6.607 puntos.
El índice está compuesto por los 40 valores más cotizados de la bolsa de París.
| Compañía              | ICB Sector                                                   | Símbolo tícker | Peso en el índice (%) a 16 de noviembre de 2021 |
| --------------------- | ------------------------------------------------------------ | -------------- | ----------------------------------------------- |
| Air Liquide           | química                                                      | Euronext: AI   | 3,50                                            |
| Airbus Group          | aviación                                                     | Euronext: AIG  | 3,87                                            |
| Alstom                | maquinaria industrial                                        | Euronext: ALO  | 0,43                                            |
| ArcelorMittal         | acero                                                        | Euronext: MT   | 1,16                                            |
| AXA                   | seguros                                                      | Euronext: CS   | 2,69                                            |
| BNP Paribas           | banca                                                        | Euronext: BNP  | 2,94                                            |
| Bouygues              | ingeniería                                                   | Euronext: EN   | 0,58                                            |
| Capgemini             | servicios informáticos                                       | Euronext: CAP  | 1,46                                            |
| Carrefour             | alimentación al por menor y al por mayor                     | Euronext: CA   | 0,67                                            |
| Crédit Agricole       | banca                                                        | Euronext: ACA  | 1,39                                            |
| Danone                | productos de alimentación                                    | Euronext: BN   | 1,93                                            |
| Dassault Systèmes     | servicios TI, tecnología                                     | Euronext: DSY  | 2,47                                            |
| Engie                 | electricidad                                                 | Euronext: ENGI | 1,43                                            |
| Essilor International | oftalmología                                                 | Euronext: EL   | 3,34                                            |
| Eurofins Scientific   | biotecnología                                                | Euronext: ERF  | 0,76                                            |
| Hermès                | artículos de lujo                                            | Euronext: RMS  | 5,91                                            |
| Kering                | artículos de lujo                                            | Euronext: KER  | 3,19                                            |
| Legrand               | electricidad                                                 | Euronext: LR   | 0,99                                            |
| L'Oréal               | productos personales                                         | Euronext: OR   | 9,28                                            |
| LVMH                  | artículos de lujo                                            | Euronext: MC   | 15,38                                           |
| Michelin              | neumáticos                                                   | Euronext: ML   | 0,25                                            |
| Orange                | telecomunicaciones y telefonía móvil                         | Euronext: OR   | 1,58                                            |
| Pernod Ricard         | destilería y bodeguero                                       | Euronext: RI   | 2,41                                            |
| Publicis Groupe       | agencia de medios                                            | Euronext: PUB  | 0,62                                            |
| Renault               | automóvil                                                    | Euronext: RNO  | 0,38                                            |
| Safran                | aeroespacial                                                 | Euronext: SAF  | 2,13                                            |
| Saint-Gobain          | materiales de construcción                                   | Euronext: SGO  | 1,13                                            |
| Sanofi                | farmacéutica                                                 | Euronext: SAN  | 6,47                                            |
| Schneider Electric    | material eléctrico                                           | Euronext: SU   | 3,34                                            |
| Société Générale      | banca                                                        | Euronext: GLE  | 0,91                                            |
| Stellantis            | proveedor automotriz, automotriz                             | Euronext: STLA | 1,93                                            |
| STMicroelectronics    | circuitos integrados                                         | Euronext: STM  | 1,39                                            |
| Teleperformance       | empresa de servicios, gestión de relaciones con los clientes | Euronext: TEP  | 0,91                                            |
| Thales                | electrónica                                                  | Euronext: HO   | 1,35                                            |
| TotalEnergies         | petróleo y gas                                               | Euronext: TTE  | 6,87                                            |
| Unibail-Rodamco       | inmobiliaria                                                 | Euronext: UL   | 0,36                                            |
| Veolia                | agua                                                         | Euronext: VIE  | 0,87                                            |
| Vinci                 | construcción pesada                                          | Euronext: DG   | 2,67                                            |
| Vivendi SA            | entretenimiento                                              | Euronext: VIV  | 0,56                                            |
| Worldline             | tecnología financiera                                        | Euronext: WLN  | 0,52                                            |